# Mimogmodera rufula
Mimogmodera rufula là một loài bọ cánh cứng trong họ Cerambycidae.